# 昨日過去
昨日過去（きのうかこ）とは、一部の言語に見られる過去時制のひとつで、発話の時点から見て文化的に昨日とされる時点を表すものである。言語類型論などで使われる。

## 解説
過去の時制に対して、比較的最近の過去を示す近過去 (英: near past) とより前の過去を示す遠過去 (remote past) を区別する言語は多いが、より詳細に区別する言語もある。バントゥー語群に属するハヤ語 (Haya) では、過去の時制が明瞭に三つに分けられる。今日の早い時期の過去を示す今日過去 (immediate past, hodiernal past) 昨日の過去を示す近過去 (near past) または昨日過去 (hesternal past)、さらに前の過去を示す遠過去 (remote past) である。三つより多くの区別を持つ言語もある。未来の時制についても同様の現象が見られる。

## 語源
「昨日過去」を表す英語の hesternal は、ラテン語で「昨日」を意味する hesternus に由来する形容詞である。英語の yesterday の yester も同じ語源を持つ。